# 아스콜리 사트리아노

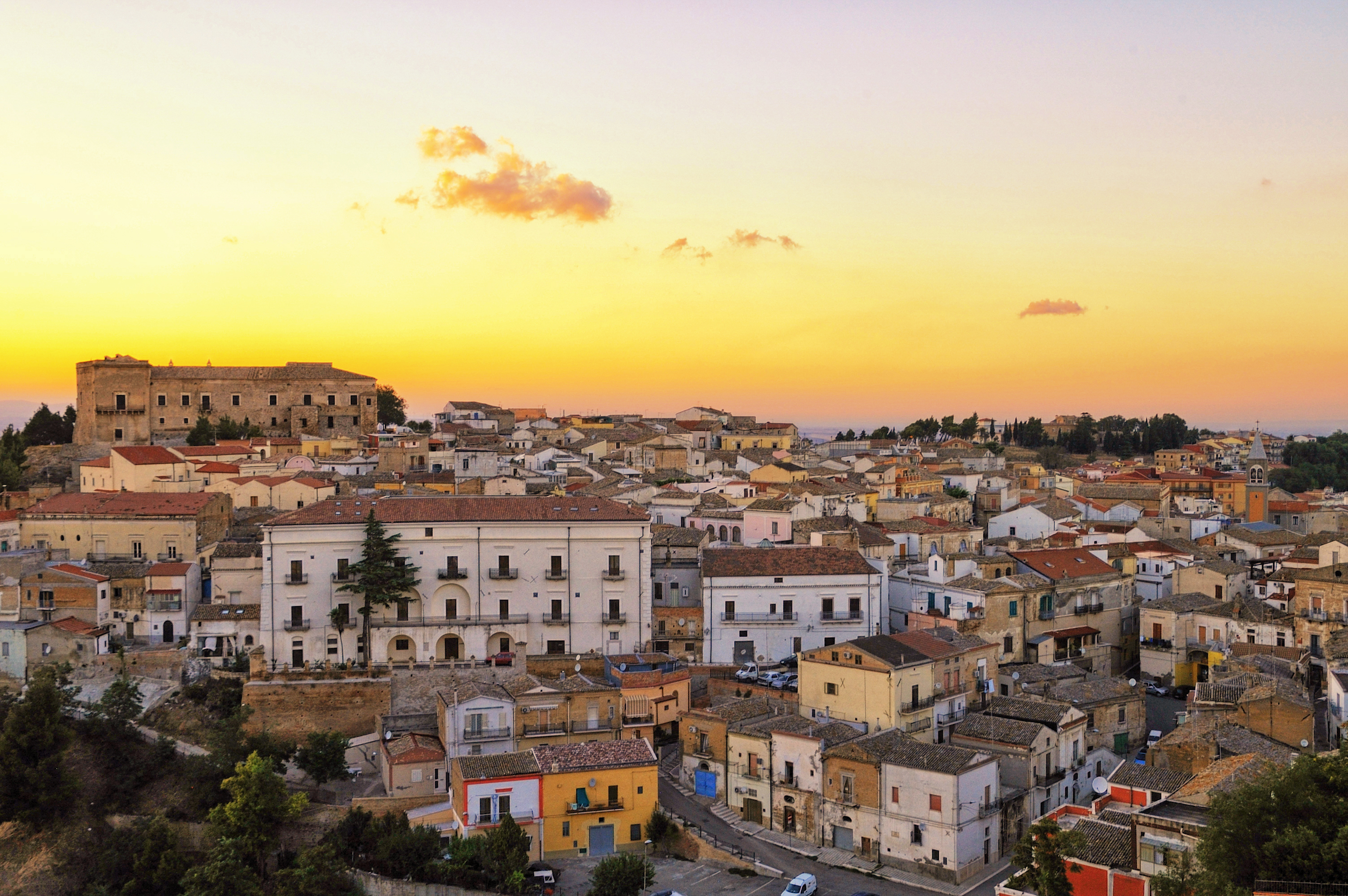

아스콜리 사트리아노(이탈리아어: [ˈaskoli satriˈaːno], Foggiano: Àsculë)는 이탈리아 남동부 풀리아주 포자도에 있는 도시이자 코무네이다. 이곳은 타볼리에르 델레 풀리에(Tavoliere delle Puglie)로 알려진 북부 풀리아의 넓은 평야 가장자리에 위치하고 있다.

## 주요 명소
- 로마네스크 고딕 양식의 대성당(12세기)
- 세례 요한 교회(12세기)
- 인코로나타 교회(15세기)
- 아스콜리 사트리아노 박물관 센터에는 이 지역의 엘리트 왕자의 무덤에서 가져온 것으로 추정되는 기원전 4세기 대리석 유물 세트인 아스콜리 사트리아노 대리석이 소장되어 있다.
- 로마 빌라 파라골라

## 출신 인물
- 미켈레 플라치도: 배우이자 영화 감독